# Прибузька сільська територіальна громада
Прибузька сільська територіальна громада — територіальна громада в Україні, в Вознесенському районі Миколаївської області. Адміністративний центр — село Прибужжя.
Площа громади — 300,86 км², населення — 5216 мешканців (2018).
Утворена 3 жовтня 2017 року шляхом об'єднання Акмечетської, Богданівської та Прибузької сільських рад Доманівського району.

## Населені пункти
До складу громади входять 13 сіл: Акмечетські Ставки, Анетівка, Богданівка, Бузькі Пороги, Виноградний Сад, Калинівка, Київ, Мар'ївка, Петрівка, Прибужжя, Птиче, Цвіткове та Щуцьке.